# Жутиков, Михаил Андреевич
Михаил Андреевич Жу́тиков (1911, Уршельский, Владимирская губерния, Российская империя — 1969) — советский конструктор вооружений, лауреат Сталинской премии второй степени.

## Биография
Родился 18 января 1911 года в поселке Уршельский. Окончил Уртельскую школу.
Как комсомольский активист в 1930 году получил направление на рабфак в Ленинград. Член ВКП(б) с 1932 года.
С 1932 года курсант лётного военного училища в Энгельсе. В 1936—1941 годах курсант артиллерийской Академии Красной Армии имени Ф. Э. Дзержинского по специальности «Военные приборы» (Ленинград, затем Москва, диплом с отличием).
Направлен на испытательный Донгузский полигон в Чкалов. С 22 июня 1941 года начальник полигона. В 1942 году призван в действующую армию и назначен заместителем командира 58-й зенитно-артиллерийской дивизии.
В 1945 году направлен на работу в Главное артиллерийской управление Вооруженных Сил СССР.
Умер 18 февраля 1969 года в Москве, похоронен на Востряковском кладбище.

## Признание
- Сталинская премия второй степени (1951) —в области приборостроения (ПУАЗО-5).
- орден Красной Звезды (17.5)
- медаль «За боевые заслуги» (30.41945)
- орден Красного Знамени (26.10.1955)